# Ernst Maisel
Ernst Maisel (Landau in der Pfalz, 16 september 1896 - Schönau am Königssee, 16 december 1978) was een Duits generaal in de Tweede Wereldoorlog. Maisel werd bekend als overbrenger van Hitlers ultimatum voor de zelfmoord van Erwin Rommel. Maisel raakte in Amerikaanse krijgsgevangenschap op 7 mei 1945 en werd in maart 1947 vrijgelaten.

## Militaire loopbaan
- Kriegsfreiwilliger: 4 januari 1915[2]
- Leutnant: 11 mei 1915[2]
- Oberleutnant: 1 april 1925[2]
- Hauptmann: 1 april 1932[2]
- Major: 1 april 1936[2]
- Oberstleutnant: 1 augustus 1939[2]
- Oberst: 1 oktober 1941[2]
- Generalmajor: 1 juni 1943[2]
- Generalleutnant: 1 oktober 1944[2]

## Decoraties
- Ridderkruis van het IJzeren Kruis op 6 april 1942 als Oberst en Commandant van het 42e Infanterieregiment / 46e Infanteriedivisie / Oostfront[3][2]
- IJzeren Kruis 1914, 1e Klasse[2] (30 juli 1918) en 2e Klasse[2] (6 april 1916)
- Gewondeninsigne 1918 in zwart[2] op 23 mei 1918
- Gewondeninsigne 1939 in zilver op 1 augustus 1941
- Herhalingsgesp bij IJzeren Kruis 1939, 1e Klasse[2] en 2e Klasse[2]
- Storminsigne van de Infanterie op 24 september 1942
- Dienstonderscheiding van Leger en Marine[2]
- Erebladgesp op 6 november 1942[2]
- Orde van Militaire Verdienste (Beieren), 4e Klasse met Kroon en Zwaarden[2]
- Erekruis voor Frontstrijders in de Wereldoorlog[2] in 1934